# Šalvěj Greggova
Šalvěj Greggova (Salvia greggii) je vytrvalá rostlina pocházející z Texasu a Mexika. Pojmenoval ji a popsal v roce 1870 botanik Asa Gray po Josiahovi Greggovi (1806–1850), obchodníkovi, průzkumníkovi, přírodovědci a autorovi z amerického jihozápadu a severního Mexika, který rostlinu našel a sbíral v Texasu. Je úzce spjata s druhem Salvia microphylla a často s ní hybridizuje. V rozporu s anglickým názvem "Autumn sage" kvete po celé léto, ne jenom na podzim.

## Výskyt a ekologie
Původně pochází z dlouhé úzké oblasti od jihozápadního Texasu přes Čivavskou poušť až do mexického státu San Luis Potosí, kde obvykle roste na suchých skalnatých svazích v nadmořských výškách od 1500 do 2700 metrů.

## Popis
Šalvěj Greggova je vysoce variabilní, stálezelený nebo poloopadavý keř či polokeř, dosahující rozměrů od 0,3 do 1,3 m na výšku a o něco méně na šířku. Lodyha může být přímá, nebo vystoupavá. Listy jsou obvykle lysé, křižmostojné, obvykle menší než 2,5 cm a s kořeněnou vůní. Velikost a barva květu jsou značně variabilní. Květy s typicky rozšířeným spodním pyskem dosahují 0,6–2,5 cm na délku a zahrnují mnoho odstínů šarlatové a červené (nejčastěji ve volné přírodě), spolu s růžovou, bílou, růžovou, levandulovou, meruňkovou a fialovou, přičemž některé kultivary mají květy i dvoubarevné.
Přírodní hybridy mezi S. greggii a S. microphylla byly objeveny v Mexiku v roce 1991 anglickou botanickou expedicí. Různě zbarvené hybridy jsou souhrnně pojmenovány Salvia ×jamensis podle nejbližší vesnice Jame. Sběratelé shromáždili semena z rostlin o téměř 30 různých barvách květů. Různé formy se nejvíce podobají výškou šalvěji Greggově, i když vykazují řadu rozmanitostí v jiných vlastnostech.

## Pěstování
Rostlina a její kříženci je široce používána v okrasném zahradnictví. Mezi oblíbené kultivary patří 'Furman's Red', kultivar z Texasu, který na podzim bohatě kvete tmavě červenými květy. 'Big Pink' má velký spodní pysk se sytě růžovou barvou a levandulovým odstínem. 'Purple Pastel' je malá odrůda, která opakuje kvetení (remontuje) na podzim. 'Cherry Chief' kvete spolehlivě na vlhkém jihu Spojených států. 'Desert Pastel' má světle meruňkové květy se žlutými pruhy a dává přednost mírnému podnebí. Mezi další kultivary patří: 'Alba', bíle kvetoucí odrůda; 'Peach' se živými červenými květy nebo žlutá a růžová 'Strawberries and Cream'. Ve Velké Británii získaly kultivary této rostliny 'Javier'  a 'Peter Vidgeon' Cenu Královské zahradnické společnosti za zásluhy o zahradu.
Na šlechtění zahradních kultivarů se kromě komplexu Salvia greggii/microphylla/jamensis podílely i jiné druhy a přesný původ některých je nejasný. Jako skupinu je lze označovat jako "mexické šalvěje". Cenné jsou krom pestrobarevných květů také dlouhým kvetením, především v pozdním létě a během podzimu. Pro pěstování šalvěje z tohoto okruhu vyžadují plné slunce až jemný stín a lehkou, dobře propustnou, vápenitou půdu. Na závlahu jsou zcela nenáročné. Odolnost vůči mrazu se liší v závislosti na kultivaru, u většiny z nich se pohybuje mezi zónami 6 a 8, jen odolnější z nich by tedy byly schopny přečkat českou zimu venku.

## Galerie

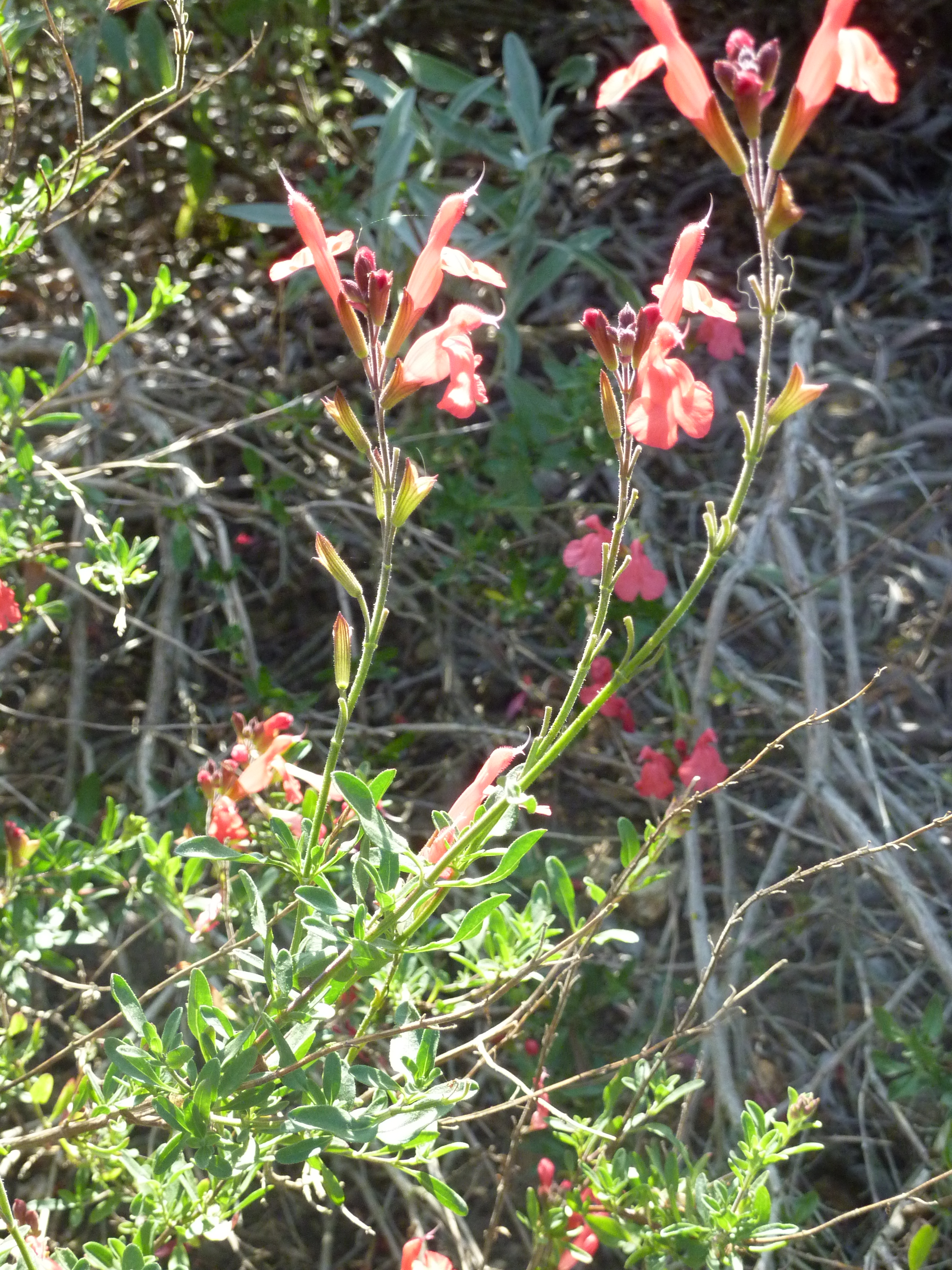
Přirozená podoba druhu v botanické zahradě
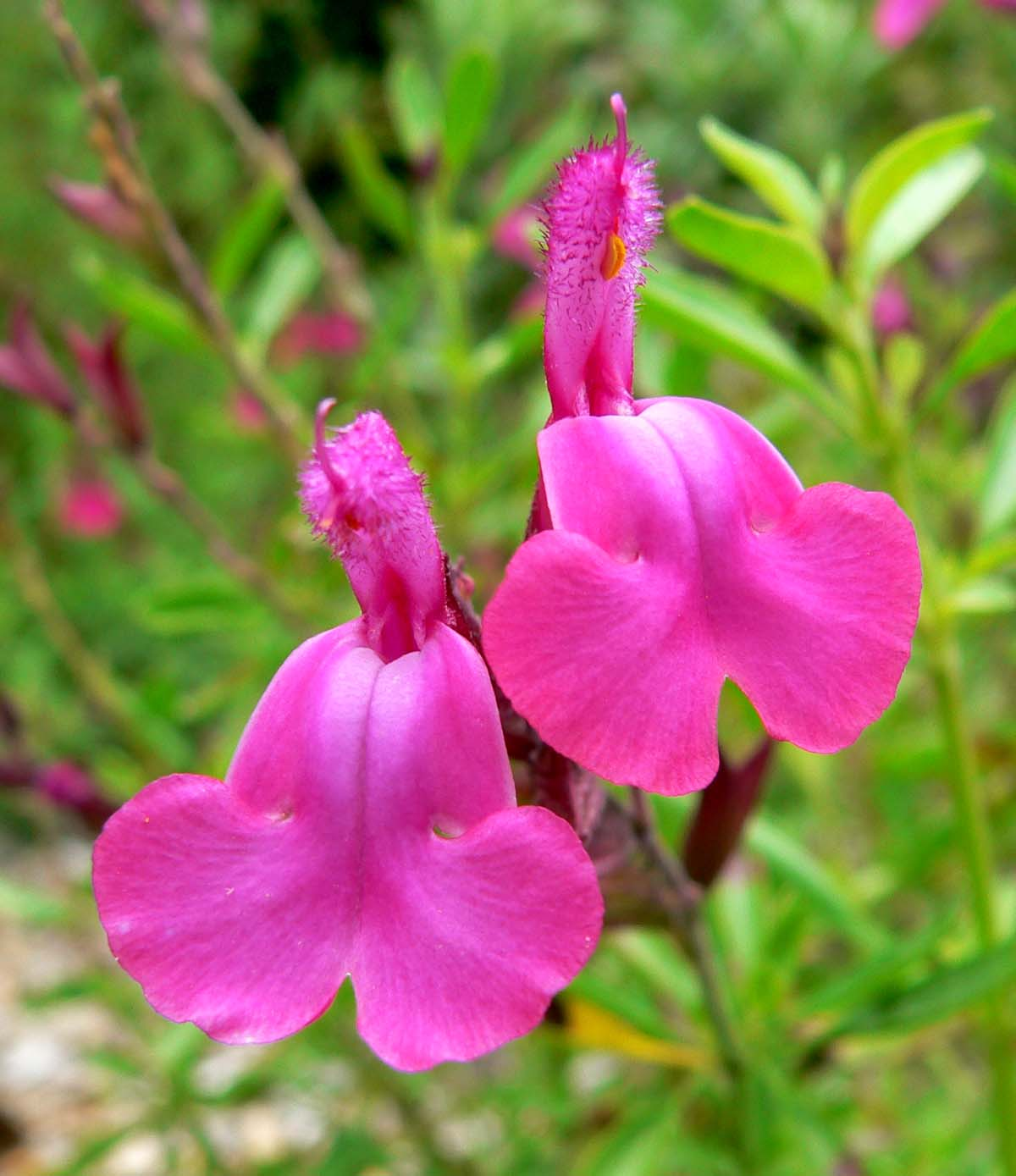
Kultivar 'Coronado Pink'
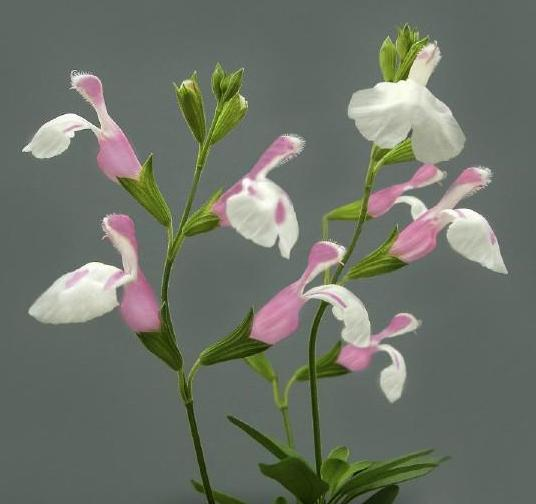
'Tereza'
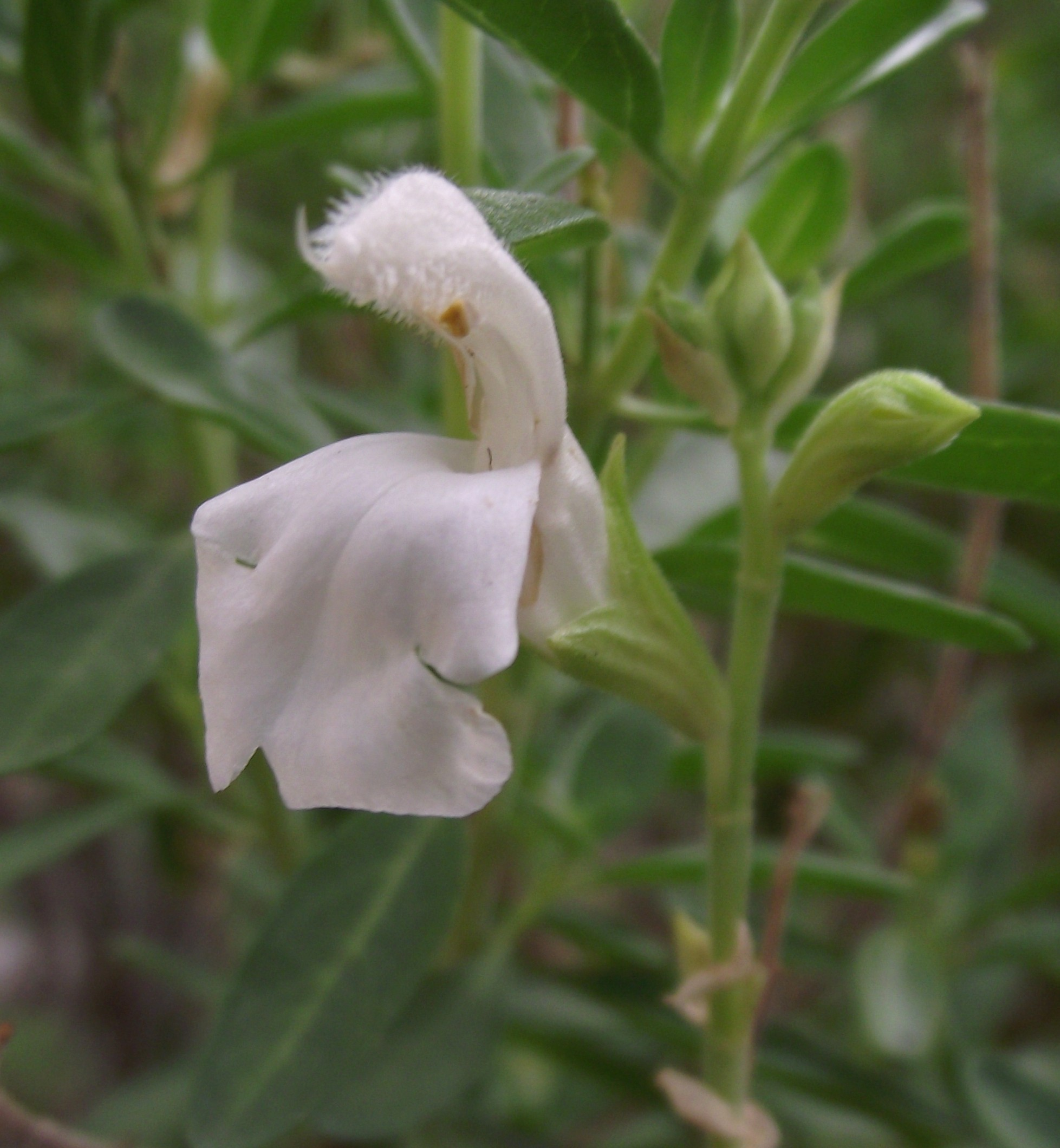
'Navajo White'
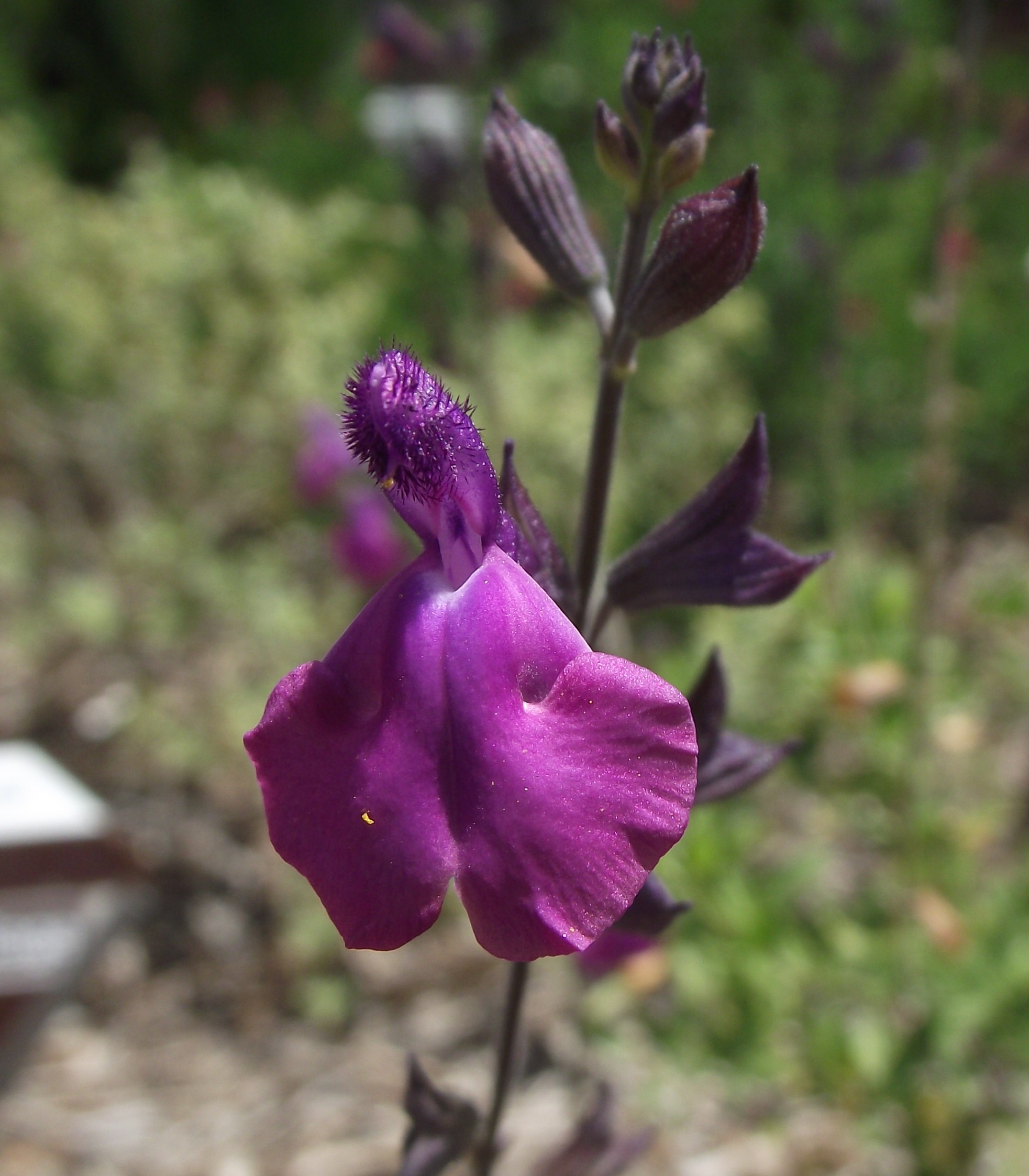
'Purple'
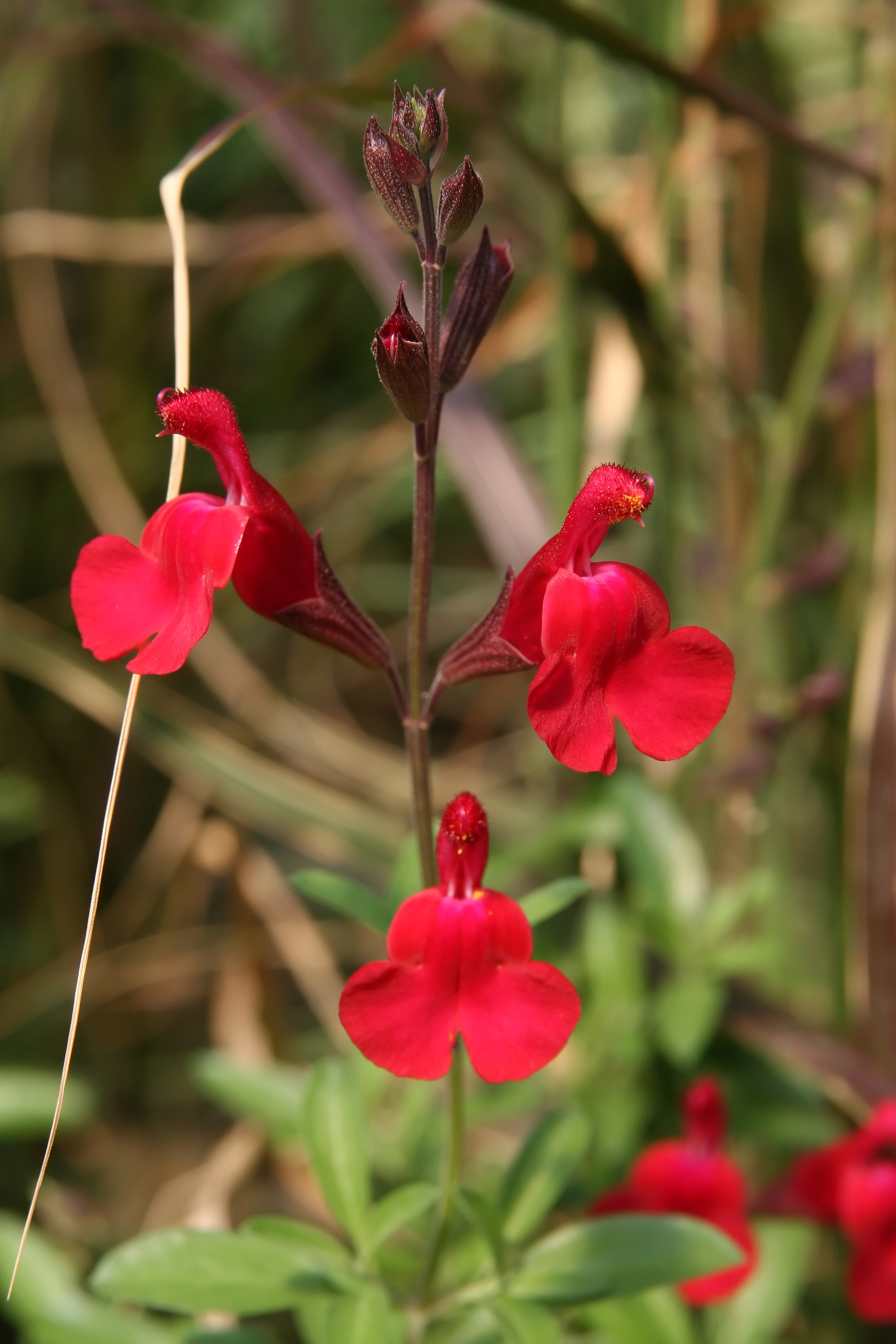
'Furmans Red'